# Rhianodes atratus
Genre
Synonymes
- Rhianus Thorell, 1890

Espèce
Synonymes
- Rhianus atratus Thorell, 1890
- Idioctis sierramadrensis Barrion & Litsinger, 1995

Rhianodes atratus, unique représentant du genre Rhianodes, est une espèce d'araignées mygalomorphes de la famille des Barychelidae.

## Distribution
Cette espèce se rencontre à Singapour, en Malaisie et aux Philippines.

## Publications originales
- Thorell, 1890 : Arachnidi di Pinang raccolti nel 1889 dai Signori L. Loria e L. Fea. Annali del Museo Civico di Storia Naturale di Genova, vol. 30, p. 269-383 (texte intégral).
- Raven, 1985 : The spider infraorder Mygalomorphae (Araneae): cladistics and systematics. Bulletin of the American Museum of Natural History, vol. 182, no 1, p. 1-180 (texte intégral).